# Chełm (gmina wiejska)
Chełm – gmina wiejska w województwie lubelskim, w powiecie chełmskim. W latach 1975–1998 gmina położona była w województwie chełmskim.
Siedziba władz gminy to Pokrówka.
Według danych z 31 grudnia 2020 r. gminę zamieszkiwało 15 099 osób.
W Depułtyczach Królewskich znajduje się lotnisko Chełm-Depułtycze Królewskie.

## Ochrona przyrody
Na obszarze gminy znajdują się następujące rezerwaty przyrody:
- rezerwat przyrody Stawska Góra – chroni zbiorowiska roślinności stepowej z rzadkimi gatunkami roślin, m.in. Dziewięćsił popłocholistny;
- częściowo rezerwat przyrody Brzeźno – chroni torfowisko węglanowe z rzadkimi gatunkami roślin;
- częściowo rezerwat przyrody Bagno Serebryskie – chroni torfowisko węglanowe, będące ostoją bardzo rzadkich gatunków ptaków i roślin;
- rezerwat przyrody Torfowisko Sobowice – chroni źródliskowe torfowiska kopułowe z charakterystyczną sekwencją osadów torfowo–węglanowych oraz mozaikę zbiorowisk roślinności torfowiskowej i ciepłolubnej z licznymi chronionymi i rzadkimi gatunkami fauny i flory.

## Struktura powierzchni
Według danych z roku 2002 gmina Chełm ma obszar 221,82 km², w tym:
- użytki rolne: 67%
- użytki leśne: 20%

Gmina stanowi 12,46% powierzchni powiatu.

## Demografia

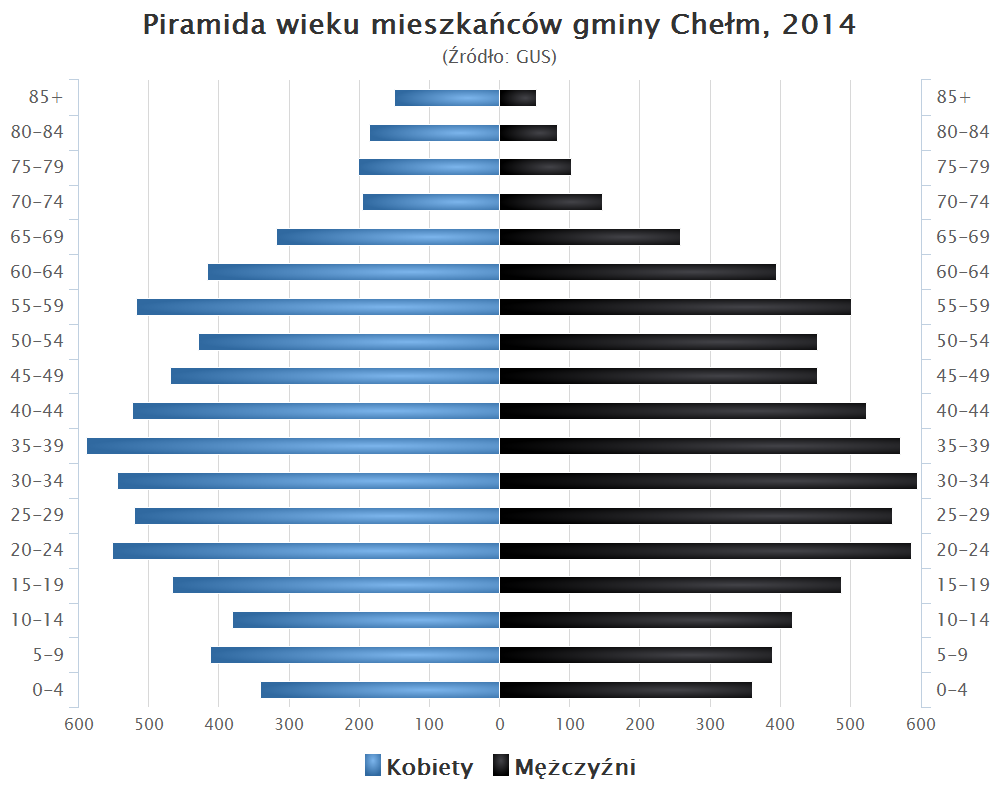
Piramida wieku mieszkańców gminy Chełm w 2014 roku

Dane z 30 czerwca 2004:
| Opis                              | Ogółem | Ogółem | Kobiety | Kobiety | Mężczyźni | Mężczyźni |
| --------------------------------- | ------ | ------ | ------- | ------- | --------- | --------- |
| jednostka                         | osób   | %      | osób    | %       | osób      | %         |
| populacja                         | 12 525 | 100    | 6372    | 50,9    | 6153      | 49,1      |
| gęstość zaludnienia (mieszk./km²) | 56,5   | 56,5   | 28,7    | 28,7    | 27,7      | 27,7      |

## Kościoły i związki wyznaniowe
Na terenie gminy działają następujące Kościoły i związki wyznaniowe: Kościół Chrześcijan Baptystów, Kościół Rzymskokatolicki oraz Świadkowie Jehowy (zbory: Chełm-Południe, Chełm-Słoneczne; Sala Królestwa w Kolonii Pokrówka, ul. Majowa 10)

## Gminny Ośrodek Kultury
Od 1986 roku działa Ośrodek Kultury Gminy Chełm w Żółtańcach, z filiami w Janowie, Pokrówce, Rożdżałowie oraz Srebrzyszczach, które rozpoczęły swoją działalność w 2002 roku.

## Sołectwa
Depułtycze Królewskie, Depułtycze Królewskie-Kolonia, Henrysin, Horodyszcze, Horodyszcze-Kolonia, Janów, Józefin, Koza-Gotówka, Krzywice, Ludwinów, Nowe Depułtycze, Nowiny, Nowosiółki, Nowosiółki-Kolonia, Ochoża-Kolonia, Okszów, Parypse, Podgórze, Pokrówka, Pokrówka - Bazylany, Rożdżałów, Rudka, Srebrzyszcze, Stańków, Stare Depułtycze, Staw, Stołpie, Strupin Duży, Strupin Łanowy, Strupin Mały, Tytusin, Uher, Weremowice, Wojniaki, Wólka Czułczycka, Zagroda, Zarzecze, Zawadówka, Żółtańce, Żółtańce-Kolonia.
Pozostałe miejscowości podstawowe: Depułtycze (gajówka), Jagodne, Krzywice-Kolonia, Krzywiczki, Okszów-Kolonia, Rożdżałów-Kolonia, Sajczyce, Sobowice, 

## Sąsiednie gminy
Chełm (miasto), Dorohusk, Kamień, Leśniowice, Rejowiec, Ruda-Huta, Sawin, Siedliszcze, Siennica Różana, Wierzbica